# There You'll Be
There You'll Be è una canzone d'amore interpretata dalla cantante statunitense Faith Hill, pubblicata come singolo nel 2001. Scritto da Diane Warren, il brano fa parte della colonna sonora del film Pearl Harbor. La canzone è presente inoltre nelle raccolte di successi di Faith Hill There You'll Be e The Hits.
"There You'll Be" era stata inizialmente offerta a Céline Dion, che apparentemente la scartò.

## Pubblicazione e successo commerciale
Pubblicata nel maggio 2001, "There You'll Be" raggiunse la posizione numero 10 della classifica statunitense, la Billboard Hot 100, nel luglio 2001 grazie al forte impatto radiofonico riscontrato. In America il singolo non fu pubblicato su un supporto fisico in CD perché i produttori speravano in questo modo di incrementare le vendite dell'album della colonna sonora di Pearl Harbor, e la ballata entrò nella top 10 grazie ai soli passaggi radiofonici. Raggiunse inoltre la posizione numero 11 della Billboard Country Singles Chart. "There You'll Be" riscosse grande successo all'interno della classifica Adult Contemporary chart, rimanendo alla posizione numero 1 per 12 settimane non consecutive.
In Canada, il singolo di Faith Hill raggiunse la posizione numero 1 della Billboard Canadian Singles Chart nell'agosto 2001.
"There You'll Be" è di gran lunga il singolo di Faith Hill di maggior successo nel Regno Unito, dove ha debuttato direttamente alla posizione numero 3 della Official Singles Chart nel giugno 2001, ed è rimasta per 15 settimane tra le prime 75.
Nel settembre 2008 Amy Connelly, una partecipante dell'X Factor britannico interpretò questo brano per le selezioni. La sua performance fu così intensa da far piangere i giudici, e i telespettatori rimasero così impressionati che il singolo "There You'll Be" ri-entrò nella UK Singles Chart alla numero 10 in seguito ai moltissimi download del brano, che rimase altre 4 settimane all'interno della Top 75, per un totale complessivo di 19 settimane.
Nel 2001 fu interpretata anche da Al Bano con il titolo Canto al sole inclusa nel CD omonimo.
Nel 2002 There You'll Be fu candidata ai Grammy Award per la Miglior Interpretazione Pop Femminile, ma perse in favore di I'm Like a Bird di Nelly Furtado. La canzone ricevette una nomination agli Oscar come miglior canzone originale, ma perse in favore di If I Didn't Have You di Randy Newman dal film Monsters & Co..

## Video musicale
Il video musicale di "There You'll Be" è stato diretto da Michael Bay, regista dello stesso Pearl Harbor. Il video si ambienta nello stesso contesto storico del film, di cui contiene svariate scene e con cui condivide le stesse tematiche.

## Classifiche
| Classifiche (2001)               | Posizione massima |
| -------------------------------- | ----------------- |
| Australia                        | 24                |
| Austria                          | 5                 |
| Canada                           | 1                 |
| Finlandia                        | 14                |
| Germania                         | 8                 |
| Irlanda                          | 11                |
| Italia                           | 11                |
| Norvegia                         | 4                 |
| Nuova Zelanda                    | 11                |
| Paesi Bassi                      | 5                 |
| Regno Unito                      | 3                 |
| Spagna                           | 14                |
| Stati Uniti                      | 10                |
| Stati Uniti (Adult Contemporary) | 1                 |
| Stati Uniti (Country Songs)      | 11                |
| Svezia                           | 1                 |
| Svizzera                         | 5                 |
| Classifiche (2008)               | Posizioni massime |
| Irlanda                          | 11                |
| Regno Unito                      | 10                |
| Europa                           | 20                |